# Ixia esterhuyseniae
Ixia esterhuyseniae är en irisväxtart som beskrevs av M.P.de Vos. Ixia esterhuyseniae ingår i släktet Ixia och familjen irisväxter. Inga underarter finns listade i Catalogue of Life.